# NaN
NaN (от английски: not a number, „не число“) e специална стойност на числовите типове данни в компютърните системи, която представя недефинирана или неподлежаща на представяне по друг начин стойност, обикновено при изчисления с плаваща запетая. Например, частното 0/0 е недефинирано като реално число, а квадратния корен на отрицателно число е имагинерен и не може да се представи като реално число с плаваща запетая, затова и двете стойности се представят като NaN. NaN може да се използва къщо и за представяне на липсващи данни. Систематичната употреба на NaN е въведена със стандарта за операции с плаваща запетая IEEE 754 от 1985 година.